# Episodi di Solar Opposites (prima stagione)
La prima stagione della serie animata Solar Opposites, composta da 8 episodi, è stata interamente pubblicata negli Stati Uniti su Hulu l'8 maggio 2020.
In Italia la stagione è stata pubblicata dal servizio di video on demand Disney+, nella sezione Star, dal 23 febbraio al 2 aprile 2021.
| nº | Codice di prod. | Titolo originale             | Titolo italiano          | Pubblicazione USA | Pubblicazione Italia |
| -- | --------------- | ---------------------------- | ------------------------ | ----------------- | -------------------- |
| 1  | 1LBF01          | The Matter Transfer Array    | Trasferimento di materia | 8 maggio 2020     | 23 febbraio 2021     |
| 2  | 1LBF02          | The Unstable Grey Hole       | Il buco grigio instabile | 8 maggio 2020     | 23 febbraio 2021     |
| 3  | 1LBF04          | The Quantum Ring             | L'anello quantico        | 8 maggio 2020     | 26 febbraio 2021     |
| 4  | 1LBF03          | The Booster Manifold         | L'ingordo rosso          | 8 maggio 2020     | 5 marzo 2021         |
| 5  | 1LBF06          | The Lavatic Reactor          | La lava di ghiaccio      | 8 maggio 2020     | 12 marzo 2021        |
| 6  | 1LBF05          | The P.A.T.R.I.C.I.A. Device  | P.A.T.R.I.C.I.A.         | 8 maggio 2020     | 19 marzo 2021        |
| 7  | 1LBF07          | Terry and Korvo Steal a Bear | Il muro                  | 8 maggio 2020     | 26 marzo 2021        |
| 8  | 1LBF08          | Retrace-Your-Step-Alizer     | Ritorno al passato       | 8 maggio 2020     | 2 aprile 2021        |

## Trasferimento di materia
- Titolo originale: The Matter Transfer Array
- Diretto da: Kim Arndt
- Scritto da: Mike McMahan, Justin Roiland

### Trama
Un anno dopo essere scappati dalla distruzione del loro pianeta natale "Shlorp" ed essersi schiantati sulla terra, gli alieni Korvo, Terry e i loro replicanti Yumyulack e Jesse cercano di ambientarsi nella società. Mentre Korvo cerca di riparare la loro astronave, Terry gli mostra lo show televisivo Funbucket. Dopo essersi resi conto che il protagonista è solo un uomo in costume, creano un vero Funbucket che, però, si stanca di loro e fa amicizia con gli umani Travis e Avery. Costretti a frequentare un liceo, Yumyulack e Jesse vengono presi in giro dai loro compagni e dagli insegnanti. Per vendicarsi di Lydia, una ragazza che li bullizzava, la rimpiccioliscono con una pistola aliena e la usano per studiare il comportamento degli umani. Quando Lydia minaccia di andare dalle autorità, cercano di lobotomizzarla e Terry le versa sul cervello della soda, cancellandole la memoria. Korvo e Terry creano un altro Funbucket mutante che si fonde accidentalmente col primo, diventando un mostro che terrorizza la città; lo rimpiccioliscono, quindi, per ucciderlo, ma Travis e Avery lo portano via. Mentre gli Shlorpiani fanno cena, si scopre che il loro animaletto domestico, la Pupa, un giorno si evolverà e distruggerà la terra per formare un nuovo Shlorp.

## Il buco grigio instabile
- Titolo originale: The Unstable Grey Hole
- Diretto da: Bob Suarez
- Scritto da: Mike McMahan

### Trama
Korvo e Terry mettono dei nanobot nell'impianto idrico della città per spiare i loro vicini. Dopo aver scoperto che non sono ben voluti nel quartiere, Korvo e Terry usano le informazioni raccolte dai nanobot per candidarsi presidenti della loro associazione di proprietari di case. I nanobot formano una persona senziente che si candida anch'essa alla presidenza e i tre rivelano imbarazzanti segreti dei vicini, che insorgono. Il presidente uscente Ruth ripristina l'ordine e aizza la folla contro Korvo, Terry e l'uomo di nanobot, che scappa da Korvo. Jesse, preoccupata del fatto che Yumyulack sta rimpicciolendo e imprigionando troppi umani, usa la tecnologia per manipolare le persone che lo hanno infastidito, in modo da mostragli che gli umani sono gentili. Non convinto, Yumyulack porta Jesse in un bar neonazista, dove vengono aggrediti; per fortuna, però, la sua tuta automatica uccide tutti. Dentro la bacheca della camera di Jesse e Yumyulack, in cui sono rinchiusi gli umani rimpiccioliti, un nuovo arrivato, Tim, si ritrova negli orrori della piccola e selvaggia civiltà.

## L'anello quantico
- Titolo originale: The Quantum Ring
- Diretto da: Lucas Gray
- Scritto da: Matt McKenna

### Trama
Korvo cerca di coinvolgere la famiglia nella riparazione dell'astronave, ma alla fine partecipano ad una festa di compleanno dove si appassiona alla magia. Usando la sua assistente virtuale Aisha, Korvo mette in scena un'esibizione di magia di alto livello tecnologico; dopo esser diventato virale, prepara uno spettacolo che terminerà con il suo attraversamento di un buco nero. Korvo ignora gli avvertimenti della sua famiglia riguardanti un mago geloso che lo vuole uccidere, ma per fortuna, durante lo show, riesce ad evitare il proiettile. Poco dopo, però, muore a causa del fallimento del trucco col buco nero. La famiglia in lutto inizia a riparare l'astronave in memoria di Korvo, ma lui, che aveva finto la sua morte per farli riavvicinare, riappare. Yumyulack aggiunge Cherie alla sua collezione di persone rimpicciolite; essa viene salvata da Tim, che le spiega il funzionamento della società all'interno della Bacheca. Le persone al suo interno sopravvivono principalmente grazie ai dolciumi che Jesse vi inserisce, ma che vengono amministrati dal tirannico Duca. Tim, Cherie, e Pedro cercano di ottenere dell'insulina per il padre diabetico di quest'ultimo, ma il Duca uccide Pedro. Tim e Cherie decidono di cambiare le cose all'interno della Bacheca.

## L'ingordo rosso
- Titolo originale: The Booster Manifold
- Diretto da: Andy Thom
- Scritto da: Josh Bycel

### Trama
Korvo, frustrato da Terry, vomita un Goobler rosso, una creatura creata dal suo stress con lo scopo di uccidere Korvo. Comprano un acquascooter da Trent, che viene ucciso dal Goobler. Quest'ultimo viene poi rimpicciolito e catturato da Korvo e Terry all'interno di un negozio che vende articoli per Halloween. A scuola, Jesse scopre che sulla sua testa è cresciuto un fiore che rilascia dei pollini: essi provocano effetti simili all'ecstasy alle persone vicine e, proprio per questo, le ragazze popolari diventano sue amiche. Yumyulack, per gelosia, vuole fare la spia a Korvo e Terry, ma viene massacrato da un cane, così Jesse lo accompagna in ospedale, dove viene salvato. Yumyulack, dopo aver fatto pace con Jesse, la accompagna ad una festa e scopre di avere anche lui un fiore, i cui pollini generano le sensazioni della cocaina. Essi pervadono i ragazzi popolari che fanno amicizia con Yumyulack. I pollini dei due replicanti di mischiano e invadono tutta la casa; il loro mix provoca effetti simili al PCP e ai catinoni sintetici, che induce i presenti a diventare violenti e a dare di matto. Jesse e Yumyulack informano Terry e Korvo, che spiegano loro che i fiori sono dei funghi temporanei causati dalla loro scarsa igiene. Armata di armi curative che iniettano automaticamente un siero a chi viene colpito, la famiglia salva i ragazzi impazziti. Rifiutati dalle gang popolari, Jesse e Yumyulack diventano degli eroi per i ragazzini sfigati. Terry scopre che il Goobler rosso è scappato, ma dice a Korvo di averlo ucciso. Nel frattempo, il Goobler rosso, che si gode la vita in una spiaggia, progetta di uccidere Korvo. La Pupa, che era finita in un'asta di animali esotici, li libera e torna a casa, ma viene spedita accidentalmente in Kenya.

## La lava di ghiaccio
- Titolo originale: The Lavatic Reactor
- Diretto da: Bob Suarez
- Scritto da: Sean O'Connor

### Trama
Dopo essere stati minacciati di espulsione, Yumyulack e Jesse continuano ad andare a scuola anche durante le vacanze. Non essendo a conoscenza della pausa estiva, credono che sia un test ed iniziano ad insegnarsi a vicenda. Dopo essersi resi conto del loro errore, mettono a soqquadro la scuola e, mentre scorrazzano per le aule, beccano il preside e la signora Frankie a fare sesso e vengono corrotti da questi ultimi. Korvo e terry si iscrivono ad una scuola per ragazzi, ma Terry colpisce Korvo con una pistola laser che lo fa diventare più stupido. Korvo entra a far parte del giro dei festaioli del college, ma accidentalmente provoca la "lava di ghiaccio" che, alimentando la loro astronave, fa inondare la città e congelare tutti all'istante. Terry ripara la falla da autodidatta, ma tutti quelli che erano congelati si disintegrano, così ricostituisce le loro ceneri formando dei bambini. Nella Bacheca di Yumyulack Tim e Cherie guadano una ribellione per liberare le riserve di cibo del Duca, ma Tim si rifiuta di usare la forza bruta. Enrique li tradisce e incolpa Tim per la morte del figlio. Il Duca spinge Cherie all'interno della "fossa del lamento" e imprigiona Tim.

## P.A.T.R.I.C.I.A.
- Titolo originale: The P.A.T.R.I.C.I.A. Device
- Diretto da: Kim Arndt
- Scritto da: Danielle Uhlarik

### Trama
Per imitare gli uomini, Korvo e Terry creano il proprio "santo-mario" (storpiatura della parola santuario, in riferimento alle stanze che gli uomini riservano al loro svago) e "P.A.T.R.I.C.I.A.", un robot il cui carattere è preso dai personaggi femminili delle sitcom. Essa è programmata per odiare il santo-mario, in modo da far provare ai due Shlorpiani un senso di trasgressione. Korvo e Terry si rendono conto che il robot soddisfa i loro rispettivi desideri di moglie fastidiosa e di madre premurosa e la invitano nel santo-mario. Andata in tilt a causa delle sue direttive contrastanti, P.A.T.R.I.C.I.A. diventa una macchina assassina pesantemente armata e inizia a distruggere tutti i santo-mari del quartiere. La signora Perez, l'insegnante di politica di genere di Jesse, assegna alle ragazze della classe un relazione su come esse hanno rovesciato una situazione patriarcale. Jesse cerca dei luoghi in cui le donne non siano le benvenute, ma senza successo. Korvo e Terry attirano P.A.T.R.I.C.I.A. in un negozio, dove lavora anche la signora Perez, ma non riescono a fermarla. Arriva Jesse per chiedere aiuto alla sua insegnante e affronta a parole la robot, riportandola allo stato originale. Korvo, non volendo disattivare P.A.T.R.I.C.I.A., la rinchiude in un container insieme ad un robot uomo e li seppellisce nel giardino. Yumyulack riporta allo zoo cento Koala che erano scappati.

## Il muro
- Titolo originale: Terry and Korvo Steal a Bear
- Diretto da: Andy Thom
- Scritto da: Dominic Dierkes

### Trama
L'intero episodio si svolge nella Bacheca di Yumyulack, dove sono rinchiuse le persone che lo hanno fatto arrabbiare. Tim, imprigionato e torturato per ordine del Duca, viene convinto dal suo compagno di cella Jean-Pierre a scrivere delle lettere incitanti la rivoluzione. I due vengono salvati da Cherie e dai suoi seguaci e si preparano per affrontare il Duca. Tim e Cherie trascorrono una notte di passione e delle copie delle lettere di Tim si diffondono in tutta la Bacheca, attirando sempre più persone; Cherie incoraggia Tim a diventare il leader dei ribelli. Durante un discorso del Duca in una cerimonia, lo sceriffo vede Tim tra la folla e gli spara, colpendo e uccidendo, però, Jean-Pierre. Tim incita tutti gli abitanti della Bacheca a ribellarsi e, come contromossa, il Duca allaga tutti i piani più bassi togliendo moltissime vite, tra cui quella di Molly, l'amata topolina del contadino Steven. I ribelli arrivano ai piani più alti e si trovano ad affrontare le guardie più forti; lo sceriffo sconfigge Cherie e tenta di uccidere Tim, ma Steven lo salva, eliminando a sua volta lo sceriffo. Tim entra da solo nella stanza del Duca e lo vede sgattaiolare via dalla Bacheca tramite un buco nel muro. Nel frattempo arriva anche Cherie, che vuole liberare tutti i prigionieri di Yumyulack, ma Tim, che preferisce il potere alla libertà, la uccide, mantenendo segreto il buco nel muro. Mentre nella Bacheca accade tutto questo, Terry e Korvo rubano un orso dallo zoo.

## Ritorno al passato
- Titolo originale: Retrace-Your-Step-Alizer
- Diretto da: Lucas Gray
- Scritto da: Joe Saunders, Ariel Ladensohn

### Trama
Quando la Pupa diventa arancione, Korvo si rende conto di aver lasciato importanti informazioni sulla Pupa nel suo portafoglio su Shlorp. Lui e Terry viaggiano indietro nel tempo fino al giorno in cui hanno evacuato Shlorp e buttano il portafoglio di Korvo nella loro astronave. Quando tornano al presente, si rendono conto che la Pupa ha semplicemente mangiato qualcosa di arancione, ma il flusso temporale è stato alterato e ora vivono con Vanbo, un odioso Shlorpiano. Tornando al passato per sistemare le cose, Korvo e Terry scoprono di non essersi voluti reciprocamente come compagni di evacuazione, ma si riconciliano e picchiano Vanbo. Yumyulack scopre che Jesse ha simulato una versione migliore di se stesso nella "simulazio-stanza". Il suo sé simulato gli insegna ad essere un fratello migliore per Jesse, ma uno Yumyulack uccide l'altro. Credendo di essere la simulazione canaglia, Jesse uccide il vero Yumyulack. Terry e Korvo tornano al presente che risulta profondamente alterato e Yumyulack entra nella simulazio-stanza, rivelando che la famiglia è stata lì per tutto il tempo. La Pupa si collega telepaticamente con una vicina, Lorraine, e le fa rivivere i ricordi della sua defunta madre in cambio del recupero del fischietto di Harry Potter che le era stato confiscato. Jesse e Yumyulack ignorano il fatto inquietante che la Pupa è diventata viola.